# Ismail Mokadem
Ismail Mokadem (en arabe : إسماعيل مقدم), né le 26 juillet 1995 à Bouznika (Maroc) est un footballeur international marocain évoluant au poste de défenseur central au Raja Club Athletic.

## Biographie

### En club

#### Débuts
Natif de Bouznika, Ismail Mokadem intègre le centre de formation du Wifaq Bouznika. En 2014, il rejoint les juniors du Hassania Sportive Ben Slimane.
En 2016, à l'âge de 21 ans, il fait ses débuts professionnels avec le Widad Sportive Temara qui évolue alors en Botola 2.
Au terme d'une saison 2016-2017 complète où il joue 30 matchs sur 30 et prend le brassard de capitaine, il est très proche de rejoindre le Fath Union Sports mais le transfert n'aboutit pas.

#### RS Berkane
Pendant l'été 2018, il effectue une période de test avec le Raja Club Athletic sous la houlette de Juan Carlos Garrido et échoue. En août, il paraphe un contrat de quatre saisons avec le Renaissance Sportive de Berkane,. Il prend rapidement sa place de titulaire sous Mounir Jaouani et joue la finale de la Coupe du trône le 18 novembre 2018 contre le Wydad de Fès. Après 120 minutes (2-2), il marque lors de la séance de tirs au but et les Berkanais remportent le premier titre de leur histoire.
Il participe à plusieurs reprises à la Coupe de la confédération. Lors de la saison 2018-2019, il atteint la finale de cette compétition, avant de s'incliner aux tirs au but contre le Zamalek SC. Titulaire indiscutable, il dispute 16 matchs lors de cette Coupe. La saison suivante, il finit par remporter la compétition en battant le club égyptien du Pyramids FC en finale (1-0). Cette fois-ci, il prend part à 14 matchs, avec deux passes décisives délivrées face au club zambien du Zanaco FC.
Le 20 mai 2022, il remporte la Coupe de la confédération pour la deuxième fois en battant l'Orlando Pirates FC aux tirs au but (match nul, 1-1).

#### Raja CA
Le 15 juillet 2022, il paraphe un contrat de trois saisons avec le Raja Club Athletic après la fin de son contrat. Le 19 octobre, il est titularisé pour la première fois contre le Hassania d'Agadir aux côtés de Marouane Hadhoudi.
Le 15 juillet 2023 au Complexe sportif Moulay-Abdallah, le Raja dispute la finale de la Coupe du trône face à la RS Berkane, qui remporte ce match en prolongations après l'expulsion précoce de Marouane Hadhoudi et un pénalty annulé par la VAR (1-0),. 
La saison 2023-2024 voit le Raja réaliser un exploit historique en remportant le doublé coupe-championnat sans aucune défaite. Les Verts ont pourchassé l'AS FAR depuis le début de la saison jusqu'à la 29e journée quand Adam Ennafati marque le coup franc décisif à la dernière minute contre le Wydad et les propulse à la tête du classement. Le 14 juin 2024, le club s'assure le titre en s'imposant face au Mouloudia d'Oujda (0-3) et bat également le record des points avec 72 unités. Le 1er juillet, le Raja enchaîne avec une quatorzième victoire de suite en battant l'AS FAR encore une fois en finale de la Coupe du trône pour s'assurer le troisième doublé de son histoire.    

### En sélection
Le 21 septembre 2019, il reçoit sa première sélection avec l'équipe du Maroc A', face à l'Algérie A', sous les ordres de l'entraîneur Houcine Ammouta.

## Statistiques

### Statistiques détaillées
| Saison                | Club                  | Championnat           | Championnat | Championnat | Championnat | Coupe(s) nationale(s) | Coupe(s) nationale(s) | Coupe(s) nationale(s) | Compétition(s) continentale(s) | Compétition(s) continentale(s) | Compétition(s) continentale(s) | Compétition(s) continentale(s) | Total | Total | Total |
| Saison                | Club                  | Division              | M.          | B.          | P.d.        | M.                    | B.                    | P.d.                  | Comp.                          | M.                             | B.                             | P.d.                           | M.    | B.    | P.d.  |
| 2018-2019             | RS Berkane            | Botola Pro            | 25          | 2           | 0           | 6                     | 0                     | 0                     | C2                             | 20                             | 0                              | 0                              | 51    | 2     | 0     |
| 2019-2020             | RS Berkane            | Botola Pro            | 18          | 0           | 0           | -                     | -                     | -                     | C2                             | 12                             | 0                              | 2                              | 30    | 0     | 2     |
| 2020-2021             | RS Berkane            | Botola Pro            | 1           | 0           | 1           | 1                     | 0                     | 0                     | -                              | -                              | -                              | -                              | 2     | 0     | 1     |
| Total sur la carrière | Total sur la carrière | Total sur la carrière | 44          | 2           | 1           | 7                     | 0                     | 0                     | -                              | 32                             | 0                              | 2                              | 83    | 2     | 3     |

## Palmarès

### En club
RS Berkane
- Coupe du trône (1) :
  - Vainqueur : 2018
- Coupe de la confédération (2) :
  - Vainqueur : 2019-20, 2021-22
  - Finaliste : 2018-19.

 Raja CA
- Botola Pro (1) :
  - Champion : 2023-24
- Coupe du Trône (1) :
  - Vainqueur : 2024
  - Finaliste : 2023

### En sélection
Maroc A'
- Championnat d'Afrique des nations (CHAN)
  - Vainqueur : 2021